# Wandignies-Hamage
Wandignies-Hamage település Franciaországban, Nord megyében. Lakosainak száma 1310 fő (2022. január 1.). Wandignies-Hamage Warlaing, Hornaing, Erre, Fenain, Hasnon, Hélesmes, Marchiennes és Rieulay községekkel határos.

## Népesség
A település népessége az elmúlt években az alábbi módon változott:
| Lakosok száma | 1267 | 1275 | 1305 | 1302 | 1313 | 1319 | 1327 | 1318 | 1310 |
|               | 2013 | 2015 | 2016 | 2017 | 2018 | 2019 | 2020 | 2021 | 2022 |